# Alcolapia
Alcolapia, im Deutschen auch Sodacichliden genannt, ist eine Untergattung der Buntbarschgattung Oreochromis. Alcolapia-Arten kommen in Ostafrika (Kenia und Tansania) in den Sodaseen Magadisee, Nakurusee und Natronsee vor. Der wissenschaftliche Name kommt aus dem griechischen („alcalicus“) und wurde wegen des stark alkalischen pH-Werts der Heimatgewässer vergeben.

## Merkmale
Alcolapia-Arten haben eine typische Buntbarschgestalt und werden 6 bis 20 cm lang. Die Rückenflosse der Tiere wird von 9 bis 14 Stacheln und von 10 bis 15 Weichstrahlen gestützt. Die Anzahl der Stacheln in der Afterflosse beträgt 3, die der Weichstrahlen 9 bis 11. Die Wirbelzahl liegt bei 27–30. Weibchen sind hell und schimmern golden, Männchen sind dunkler mit teilweise hellblauen Flanken. Die Unterlippen sind vergrößert und farbig abgesetzt.

## Lebensweise
Alcolapia-Arten kommen ausschließlich in den ostafrikanischen Sodaseen und den zuströmenden Flüssen und Bächen vor. Das Wasser ist extrem alkalisch (bis 10,5 pH) und auch sehr warm, teilweise über 30 °C, an heißen Quellen auch über 40 °C. Diese Zonen werden gemieden oder schnell durchschwommen. Die Sodacichliden ernähren sich vor allem von Algen, darunter auch die „Blaualge“ Spirulina, eigentlich ein Cyanobakterium. Außerdem fressen sie Insekten, die auf die Wasseroberfläche gefallen sind, und Ruderfußkrebse. Wie viele andere afrikanische Buntbarsche sind sie Maulbrüter. Das Weibchen, das die Maulbrutpflege übernimmt, legt nur wenige Eier.

## Arten
- Oreochromis (Alcolapia) alcalicus (Hilgendorf, 1905); Natronsee und Nakurusee (eingeführt)
- Oreochromis (Alcolapia) grahami (Boulenger, 1912); Magadisee, Nakurusee (eingeführt) und Natronsee
- Oreochromis (Alcolapia) latilabris (Seegers & Tichy, 1999); Natronsee
- Oreochromis (Alcolapia) ndalalani (Seegers & Tichy, 1999); Natronsee